# Никола Богданов (футболист)
Вижте пояснителната страница за други личности с името Богданов.
Никола Богданов е български футболист, офанзивен полузащитник.
Играл е за Сливен (1948 – 1953), Локомотив (Стара Загора) (1954) и Локомотив (София) (1955 – 1965). Има 183 мача и 28 гола в А група за Локомотив (Сф). С отбора на Локомотив (Сф) е шампион на България през 1964, вицешампион през 1957 и 1965 и бронзов медалист през 1960 г. Има 2 мача за А националния отбор. За Локомотив (Сф) има 1 мач в турнира за Купата на европейските шампиони. Бивш съдия.